# Lexique de Friedrich Nietzsche
Pour un article plus général, voir Friedrich Nietzsche.

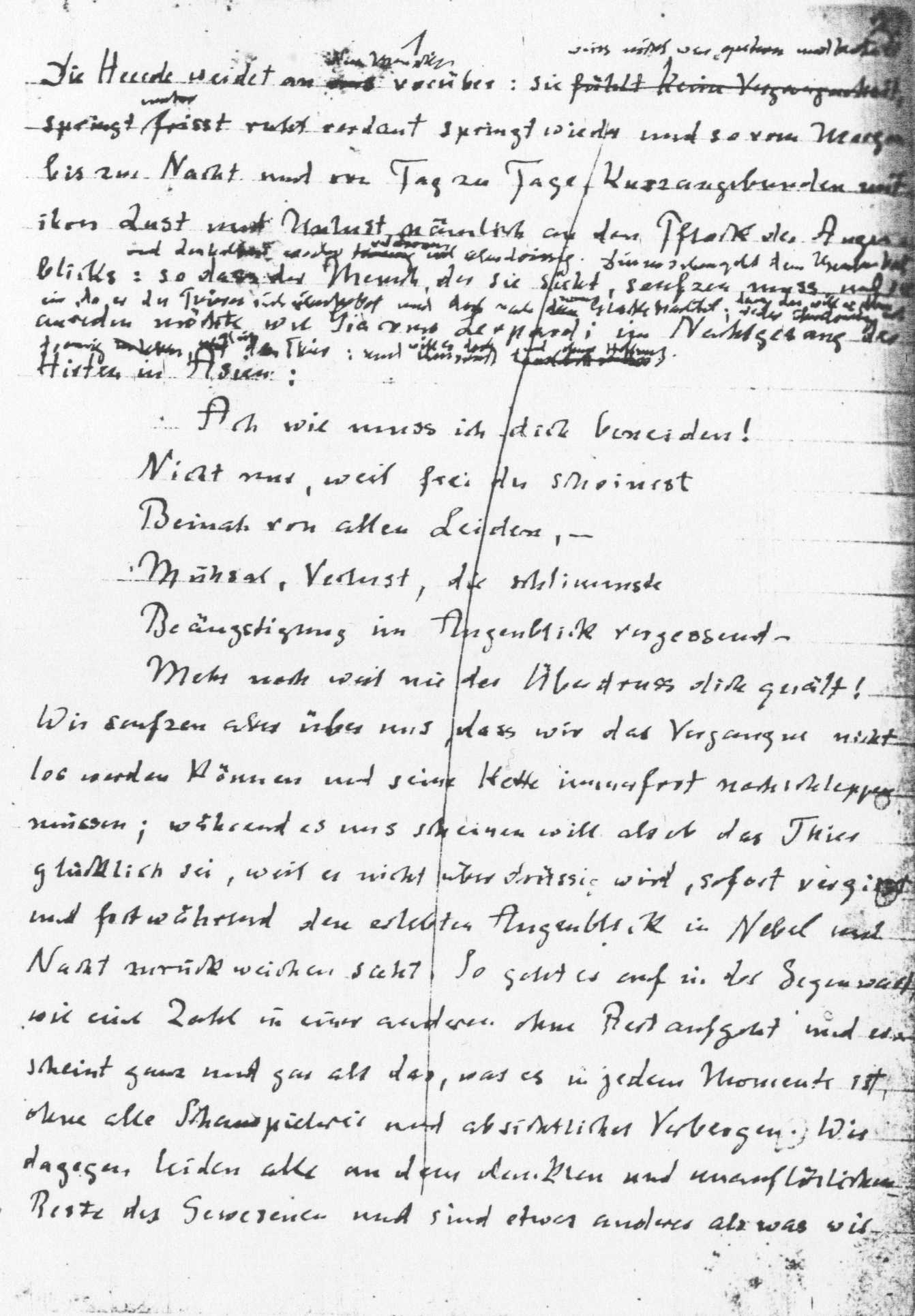
Brouillon de la deuxième Considération Inactuelle.

Cet article présente le lexique de Friedrich Nietzsche. Nietzsche utilise un vocabulaire particulier. Il a créé un certain nombre de concepts philosophiques et a travaillé sur des notions dont la portée s'étend au-delà de ses seules œuvres.

## Critique du langage
Le langage est pour Nietzsche une métaphysique implicite : il en voit l'indice le plus probant dans le fait que les cultures liées par une histoire linguistique possèdent les mêmes problématiques philosophiques. La raison n'est donc pour lui qu'un effet linguistique : les philosophes pensent des mots, non des choses.
« Au commencement il y avait cette grande erreur néfaste qui considère la volonté comme quelque chose qui agit, — qui voulait que la volonté soit une faculté... Aujourd’hui nous savons que ce n’est là qu’un vain mot... Beaucoup plus tard, dans un monde mille fois plus éclairé, la sûreté, la certitude subjective dans le maniement des catégories de la raison, vint (avec surprise) à la conscience des philosophes : ils conclurent que ces catégories ne pouvaient pas venir empiriquement, — tout l’empirisme est en contradiction avec elles. D’où viennent-elles donc ? — Et dans l’Inde comme en Grèce on a commis la même erreur : « Il faut que nous ayons demeuré autrefois dans un monde supérieur (au lieu de dire dans un monde bien inférieur, ce qui eût été la vérité !), il faut que nous ayons été divins, car nous avons la raison ! »... En effet, rien n’a eu jusqu’à présent une force de persuasion plus naïve que l’erreur de l’être, comme elle a par exemple été formulée par les Éléates : car elle a pour elle chaque parole, chaque phrase que nous prononçons ! — Les adversaires des Éléates, eux aussi, succombèrent à la séduction de leur conception de l’être : Démocrite, entre autres, lorsqu’il inventa son atome... La « raison » dans le langage : ah ! quelle vieille femme trompeuse ! Je crains bien que nous ne nous débarrassions jamais de Dieu, puisque nous croyons encore à la grammaire... »

## Vocabulaire de Nietzsche
Ceci est une liste non exhaustive du vocabulaire nietzschéen. Il ne s'agit pas d'expliquer ces mots (pour cela, nous renvoyons aux articles), mais d'en analyser l'usage tout en évoquant de façon synthétique la notion.
- Amor fati : littéralement "Amour du destin", désigne l'acceptation du destin et de la réalité dans sa globalité, où le chaos, la souffrance et le devenir jouent un rôle important dans l'affirmation de la vie. Dans la pensée de Nietzsche, ce n'est pas le refus des difficultés mais bien la maîtrise de celles-ci qui permettra à l'homme de se surpasser, et d'entrer dans la voie du surhomme. Ce concept s'illustre par cette citation de Nietzsche : « tout ce qui ne nous tue pas nous rend plus fort » (Crépuscule des idoles, 1888).
- Apollinien : l'harmonie, la mesure, en opposition et en complémentarité à "Dionysiaque"
- Arrière-monde : Toute conception idéaliste du réel qui considère qu'il existe un monde des idées (Platon) ou une vie surnaturelle.
- Décadence : mot repris du français, à Paul Bourget. Bien que ce mot soit fortement associé au XIXe siècle, l'usage qu'en fait Nietzsche s'appuie sur la physiologie, la psychiatrie et la psychologie ; aussi l'ensemble des analyses de Nietzsche sur cette notion peuvent-elles être rapprochées, sans s'y réduire, de phénomènes étudiés aujourd'hui sous les noms d'addiction, de dépression (aboulie, ralentissement psychomoteur, etc.), de tension nerveuse, d'hystérie.
- Dernier homme : Vision de Nietzsche qui voit dans ses contemporains le nihilisme s'installer et l'humanité sombrer dans un lent suicide pour s'être laissé déposséder de la pulsion de vie.
- Dionysiaque : la force de vie, l'excès, la prodigalité en opposition et en complémentarité à « Apollinien »
- Éternel Retour : notion ambiguë qui peut signifier plusieurs choses : soit que tout revient inexorablement identique à lui-même — au niveau cosmique comme dans les moindres recoins de notre propre existence —, soit que tout revient fondamentalement différent (Cf. Gilles Deleuze), soit qu'il faille, pour évaluer sa propre vie, se demander : "cela même qui fait ma vie, suis-je suis capable de dire « oui » au fait de le revivre un nombre infini de fois ?"  Pour Didier Franck et Pierre Klossowski, l'incorporation de la pensée de l'Éternel correspond au "sentiment suprême" de l'existence[2],[3].
- Généalogie des valeurs (ou de la morale) : au-delà de toute recherche généalogique — comme on pourrait faire l'arbre généalogique de sa famille — , il s'agit de remonter directement à l'origine de la création des valeurs et de comprendre pourquoi elles ont été instaurées, à quelles fins, déceler les peurs qui les ont inspirées et faire le grand tri pour garder celles qui vont dans le sens de notre propre puissance, de notre propre réalisation et afin de nous débarrasser de toutes les autres.
- Grande santé : on peut avoir le corps malade comme l'est celui de Nietzsche et connaître la grande santé (de l'esprit, qui lui-même est corps, provient du corps) ; la grande santé, comme la grande maîtrise, c'est le fait d'être au plus près de soi, de sa propre puissance d'être.
- Immoralisme : lecture des choses en dehors de la morale, sous l'angle de la volonté de puissance seule, donc des évaluations perspectives et leurs luttes instinctives. Aujourd'hui souvent confondu avec l'amoralisme, l'immoralisme nietzschéen n'est pas une opposition à la morale.
- Innocence du devenir : c'est la conséquence du déjugement moral méthodique et immoraliste de l'être humain. Aussi bien, l'Homme n'a aucune raison de se culpabiliser, notamment chrétiennement (cf. Généalogie de la morale). C'est aussi une référence à Héraclite pour qui le temps est innocent comme un enfant qui joue.
- Morale d'esclave : L'esclave est celui qui croit à un arrière monde au détriment de ce monde ci, du sensible et du réel, voire celui qui n'a même plus la force de croire. Au fond, l'esclave, c'est celui qui renonce à vivre sa propre vie. Sa morale est de placer sa faiblesse au-dessus de la force des maîtres, de ceux qui affirment leur propre vitalité, et par extension la vie même. Sa morale est, en fait, basée sur l'esprit de vengeance et de ressentiment.

- Moraline (das « Moralin ») :  Nietzsche désigne ainsi une morale prétendument élevée mais qui en réalité tend au nihilisme, qu'il s'agisse de conservatisme religieux ou de conformisme bourgeois. Cette forme dégradée de la morale découle principalement du judéo-christianisme qui impose des règles formelles et un système culpabilisant au lieu de la responsabilité individuelle. Il s'agit de la morale chrétienne, dominante et bien-pensante, faisant référence par connotation à une appellation médicamenteuse ou pharmaceutique. La moraline chrétienne permet d'avoir, selon les Chrétiens, une bonne moralité.
- Mort de Dieu : il ne s'agit pas de prôner l'athéisme, ni de se réjouir de l'incroyance de ses contemporains, mais de stigmatiser le fait que les valeurs actuelles ne sont plus soutenues par la foi en du divin. Les valeurs qui proviennent de Platon et du Christianisme marchent désormais à vide et produiront les pires horreurs si elles ne sont pas remplacées par d'autres que Nietzsche appelle de ses vœux par la notion de "surhomme".
- Nihilisme : cette notion est fortement associée à la pensée de Nietzsche. Pourtant, elle apparaît peu dans les textes publiés. Nietzsche a surtout écrit sur le nihilisme dans les fragments de 1887-1888. Le nihilisme étant le fait de croire à des idéaux contraires aux forces de vie.
- Renversement des valeurs : c'est l'opération inverse de l' "inversion des valeurs" opérée par le judéo-christianisme. Sorte de rétablissement des valeurs vitales initiales.
- Ressentiment : esprit de vengeance contre l'intensification de la vie par ceux que Nietzsche nomme les faibles; c'est-à-dire ceux qui ont inversé les valeurs ou, pire, ceux qui subissent cette inversion des valeurs de vie et qui ont posé sur un piédestal tout ce qui est petit, faible, malade, en déliquescence, les valeurs qui glorifient le dépérissement de la vie: la soumission, la pitié etc.
- Sens de la terre : le bon sens-même, anti-idéaliste (allemand ou non).
- Surhomme, Surhumain, Surhumanité : le type d'homme qui dira "oui" à la vie et donc au tragique, qui s'affirmera sans se référer à des valeurs créées par d'autres, sans chercher des consolations dans l'irréel, en se débarrassant de toute recherche de vérité. le terme de « surhomme » est assez peu employé par Nietzsche
- Volonté de puissance : il s'agit d'une volonté innocente, au-delà du bien et du mal, qui veut augmenter indéfiniment sa puissance.